# مارتین لوتر (فیلم ۱۹۲۳)
«مارتین لوتر» (انگلیسی: Martin Luther (1923 film)) یک فیلم است که در سال ۱۹۲۳ منتشر شد.